# Herbstmilch

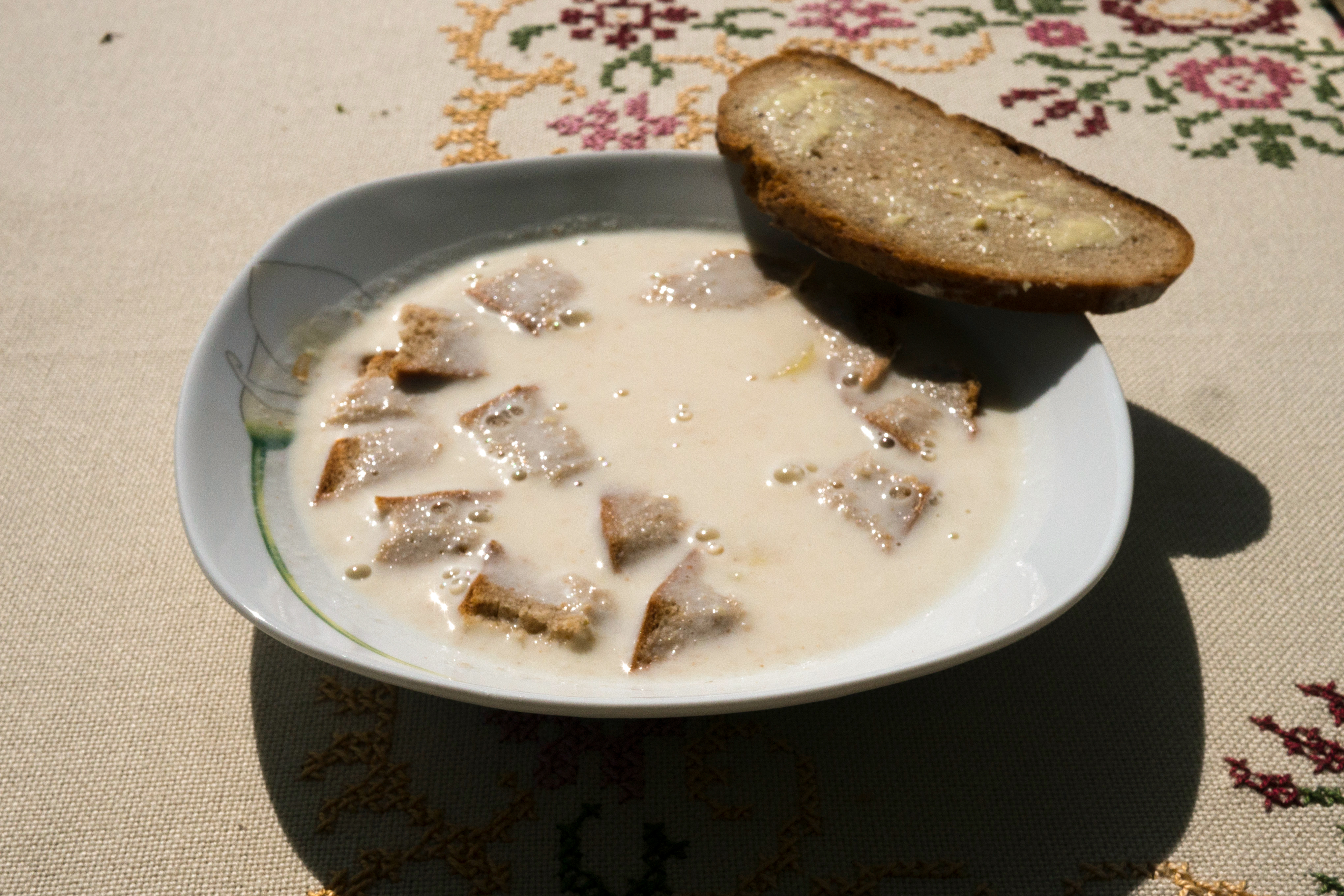
Herbstmilch

Herbstmilch (z niem. jesienne mleko) – potrawa kuchni bawarskiej, przygotowywana w biednych, chłopskich rodzinach z kwaśnego mleka zaciąganego mąką i podawana z ziemniakami. Kwaśne mleko przechowywano przez całą zimę w beczce, w niskiej temperaturze.